# صامويل روزا
صامويل روزا (بالبرتغالية: Samuel Rosa Gonçalves) (مواليد 22 فبراير 1991) لاعب كرة قدم برازيلي يجيد اللعب في الهجوم.
لعب في عدة أندية برازيلية أبرزها نادي فلومينينسي و وقع مع نادي حتا عام 2016 و انتقل إلى نادي النصر عام 2018 و أعير إلى نادي الفجيرة مطلع عام 2019 و أعير إلى جونبك هيونداي موتورز في صيف 2019 و أعير إلى نادي حتا مطلع عام 2020 .

## روابط خارجية
- صامويل روزا على موقع دوري كوريا الجنوبية (الإنجليزية)
- صامويل روزا على موقع الدوري الأمريكي (الإنجليزية)
- صامويل روزا على موقع قاعدة بيانات كرة القدم.إي يو (الإنجليزية)
- صامويل روزا على موقع Soccerway.com (الإنجليزية)